# José Monteiro
José Monteiro de Macedo, dit José Monteiro, né le 2 juin 1982 à Alger en Algérie, est un footballeur international bissaoguinéen. Il évolue au poste de défenseur. 

## Biographie

### Carrière en équipe nationale
José Monteiro joue son premier match en équipe nationale le 4 septembre 2010 lors d'un match des éliminatoires de la Coupe d'Afrique 2012 contre le Kenya (victoire 1-0).
Le 15 novembre 2011, il dispute un match face au Togo comptant pour les éliminatoires du mondial 2014.
Au total, il compte 6 sélections et 0 but en équipe de Guinée-Bissau entre 2010 et 2012.

## Statistiques
| Saison                | Club                   | Championnat           | Championnat | Championnat | Coupe(s) nationale(s) | Coupe(s) nationale(s) | Guinée-Bissau | Guinée-Bissau | Total | Total |
| Saison                | Club                   | Division              | M.          | B.          | M.                    | B.                    | M.            | B.            | M.    | B.    |
| 2006                  | Hammarby IF (football) | Allsvenskan           | 12          | 0           | -                     | -                     | -             | -             | 12    | 0     |
| 2007                  | Hammarby IF (football) | Allsvenskan           | 21          | 0           | -                     | -                     | -             | -             | 21    | 0     |
| 2008                  | Hammarby IF (football) | Allsvenskan           | 20          | 1           | -                     | -                     | -             | -             | 20    | 1     |
| 2009                  | Hammarby IF (football) | Allsvenskan           | 20          | 0           | -                     | -                     | -             | -             | 20    | 0     |
| 2010                  | Hammarby IF (football) | Superettan            | 21          | 0           | 3                     | 0                     | 2             | 0             | 26    | 0     |
| 2011                  | Hammarby IF (football) | Superettan            | 28          | 0           | -                     | -                     | 4             | 0             | 32    | 0     |
| 2012                  | Hammarby IF (football) | Superettan            | 16          | 0           | 1                     | 0                     | 1             | 0             | 18    | 0     |
| Total sur la carrière | Total sur la carrière  | Total sur la carrière | 138         | 1           | 4                     | 0                     | 7             | 0             | 149   | 1     |